# Плоское (озеро, Черниговская область)
Плоское (укр. Плоске) — озеро (старица), расположенное на территории Вознесенского сельсовета (ранее Ульяновский) Черниговского района (Черниговская область). Тип общей минерализации — пресное. Происхождение — речное. Группа гидрологического режима — сточное.

## География
Длина — 0,57 км. Ширина наибольшая — 0,09 км, средняя — 0,08 км.
Озеро расположено в пойме (правый берег) Десны: между районом Чернигова Бобровица и селом Вознесенское (ранее Ульяновка), восточнее административной границы с Черниговским горсоветом. Озерная котловина вытянутой с северо-востока на юго-запад округлой формы. Озеро образовалось путём изменения меандрированного русла реки Десна. В период половодья соединяется протоками с озёрами правого берега Десны и самой Десной.
Берега пологие, водное зеркало сильно заиленное. Берега зарастают прибрежной растительностью (тростник обыкновенный), а водное зеркало — водной (роголистник погружённый, кубышка жёлтая, виды рода рдест).
Питание: дождевое и грунтовое, частично путём сообщения с Десной. Зимой замерзает.